# Feel the Heat of the Night
Feel the Heat of the Night ist ein im Jahr 1994 veröffentlichtes Lied, von der deutschen Eurodance-Band Masterboy. Es ist die zweite Singleauskopplung aus dem Album Different Dreams.

## Entstehung und Veröffentlichung
Diese Single wurde von Beatrix Delgado eingesungen und von Tommy Schleh gerappt. Es ist nach I Got to Give It Up, die zweite Singleauskopplung aus dem Album Different Dreams. Veröffentlicht wurde die Single im Juli 1994. Am 29. Mai 2000 erschien mit Feel the Heat 2000 eine Neuauflage des Originals. Im August 2003 erschien wiederum eine Neuauflage als Single mit verschiedenen neuen Remixversionen des Titels. Nach dem bereits das Original die Charts erreichte, konnten sich die Coverversionen aus den Jahren 2000 und 2003 erneut in Deutschland und Österreich platzieren.
Schauplatz des Musikvideos ist die Thingstätte in Heidelberg.

## Charts und Chartplatzierung
| ChartsChartplatzierungen     | Höchstplatzierung | Wochen |
| ---------------------------- | ----------------- | ------ |
| Deutschland (GfK)            | 8 (17 Wo.)        | 17     |
| Österreich (Ö3)              | 10 (12 Wo.)       | 12     |
| Schweiz (IFPI)               | 16 (16 Wo.)       | 16     |
| Vereinigtes Königreich (OCC) | 82 (1 Wo.)        | 1      |

| ChartsJahrescharts (1994) | Platzierung |
| ------------------------- | ----------- |
| Deutschland (GfK)         | 54          |

| ChartsChartplatzierungen | Höchstplatzierung | Wochen |
| ------------------------ | ----------------- | ------ |
| Deutschland (GfK)        | 87 (1 Wo.)        | 1      |

| ChartsChartplatzierungen | Höchstplatzierung | Wochen |
| ------------------------ | ----------------- | ------ |
| Deutschland (GfK)        | 67 (4 Wo.)        | 4      |
| Österreich (Ö3)          | 51 (3 Wo.)        | 3      |